# Riserva naturale integrale Complesso Immacolatelle e Micio Conti
La Riserva naturale integrale Complesso Immacolatelle e Micio Conti è un'area naturale protetta estesa circa 70 ettari ricadente all'interno dei comuni di San Gregorio di Catania e Aci Castello. Istituita con decreto dell'assessorato Territorio e Ambiente della Regione Siciliana (numero 617/98), la riserva è interna ad un'area di notevole bellezza paesaggistica, tra l'Etna e il golfo di Catania, e comprende un importante sistema di grotte di scorrimento lavico colonizzate da fauna cavernicola con elementi troglofili legati al guano di colonie di pipistrelli.

## Paesaggio
Il territorio, parte di un vasto sistema ambientale lineare che da San Gregorio di Catania si spinge sino ad Acireale, è caratterizzato dalla presenza di un'area protetta all'interno di un'area metropolitana densamente abitata. Il paesaggio agrario è quello tipico del “vigneto costruito” con la presenza di un sistema diffuso di ‘casudde’ (piccoli edifici rurali in pietra lavica per lo più non intonacata) che un tempo costituivano il centro vitale dei fondi. Di una certa importanza testimoniale è la Guardiola Cantarella, una garitta spagnola del '600 che caratterizza i quadri visuali dell'area.

## Grotte
La genesi delle grotte vulcaniche è legata allo svuotamento del tunnel lavico che può avvenire durante o al termine di una eruzione di durata superiore ad un mese. Il Complesso Immacolatelle e Micio Conti è costituito da un sistema di otto cavità laviche avente una lunghezza complessiva di circa 1,5 km, situato all'interno di un campo lavico a morfologia hawaiiana. Alle grotte si accede attraverso ingressi creatisi per il crollo delle volte. All'interno delle cavità sono presenti interessanti fenomeni morfologici: particolari striature sulle pareti lasciate dal passaggio della lava e piccole stalattiti di rifusione sulla volta, osservabili all'interno delle grotte Micio Conti e Cantarella; caratteristici rotoli di lava alla base delle pareti generate dal parziale raffreddamento del tunnel lavico che caratterizzano il complesso di grotte Immacolatelle; "cascate" di apparati radicali appartenenti alla soprastante vegetazione che dalla superficie penetrano all'interno della grotta dei Tedeschi ornandone la volta.

## Fauna
Il sistema di grotte presenti nella riserva ospita una fauna cavernicola peculiare, adattata alle particolari condizioni ecologiche dell'ambiente ipogeo: ben sei  sono le specie di Chirotteri (pipistrelli) che nelle grotte trovano possibilità di rifugio diurno ed un ambiente idoneo per svernare; numerosi anche gli invertebrati (Ragni, Crostacei Isopodi, Collemboli) ed un pidottero notturno (Noctuide), soltanto recentemente segnalato all'interno della Riserva. L'epigeo offre ambienti idonei per una grande quantità di invertebrati, fra i quali una preziosa ape endemica della Sicilia, che prende il nome dall'area della riserva (Pseudoanthidium gregoriense); fra i Vertebrati annoveriamo diversi Rettili, la Lucertola campestre, il Gongilo (Chalcides ocellatus) ed il variopinto Colubro leopardino (Elaphe situla). I Mammiferi sono rappresentati dal Coniglio (Oryctolagus cuniculus) e dalla Volpe (Vulpes vulpes).
Molte sono le specie di uccelli che popolano la riserva principalmente  rappresentati da   Passeriformi, da alcuni Falconiformi come il Gheppio (Falco tinnunculus), e da Strigiformi come Assiolo (Otus scops) e Barbagianni (Tyto alba).

## Flora
Il territorio conserva lembi di relitti di vegetazione forestale termofila a querce caducifoglie, vera rarità per il comprensorio etneo. Sulle creste rocciose si scorge l'euforbia arborescente (Euphorbia dendroides) che, assieme all'alaterno (Rhamnus alaternus), l'ogliastro (Olea europea), il terebinto (Pistacia terebinthus) ed altre piante mediterranee, tende a ricostituire una tipica vegetazione di macchia. All'ombra delle formazioni rocciose laviche è presente la rara Aristolochia altissima assieme alla calistegia e la brionia (Bryonia dioica).
Negli spazi aperti e pietrosi, si rinviene una vegetazione steppica a barboncino comune (Hyparrhenia hirta) tra i cui cespugli si trova la Serapias vomeracea, una graziosa orchidea. Nei terreni un tempo adibiti a coltivo svetta la candida infiorescenza dell'asfodelo (Asphodelus microcarpus) e della ferula (Ferula communis), mentre sulle superfici laviche delle colate si rinviene un molteplicità di piccole piante dalle variopinte fioriture primaverili, tra queste la Campanula dichotoma e numerose succulente annuali come il Sedum rubens.

## Strutture ricettive
- Laboratorio naturalistico-ambientale Natura e Scienza
Si tratta di una struttura polivalente nata dalla collaborazione tra il Cutgana (Centro interfacoltà dell'Università di Catania) ed il Comune di San Gregorio di Catania, si trova a pochi passi dalla Riserva naturale integrale “Complesso Immacolatelle e Micio Conti” ed ospita il centro di gestione della riserva, due aule informatiche, un'ampia sala conferenze ed una biblioteca. Il Laboratorio è sede di un itinerario didattico modulare per studenti di ogni ordine e grado che comprende i percorsi tematici “Dal Big Bang alla Biodiversità”, i “Diorami” e “Scientificando”.
L'itinerario didattico multimediale “Dal Big Bang alla Biodiversità” è costituito da ventisei pannelli ed undici video. Il percorso si articola in tre parti: l'Universo, la Terra e Vita e biodiversità.
All'interno dei “Diorami”, presenti nella sala, sono stati ricostruiti in maniera verosimile pregevoli scorci di alcuni ambienti della Sicilia: un ambiente pedemontano etneo, un tipico ambiente dell'entroterra ennese ed un ambiente antropico.
I diorami rispecchiano le peculiarità geomorfologiche, vegetazionali e faunistiche dei vari habitat rappresentati ed in particolare illustrano le nicchie ecologiche di alcune delle più vistose specie animali fra cui quella del variopinto Gruccione. Gli scenari sono stati ricreati utilizzando campioni vegetali essiccati o ricostruiti in materiale plastico e campioni animali, sia appartenenti ad invertebrati, sia a vertebrati, preparati a secco con varie tecniche di tassidermizzazione.
Nell'Esperimentario si può trovare la trottola magnetica, il disco di Newton, le fibre ottiche, l'orologio di Galileo e la lampada a lava.

## Informazioni
La Riserva naturale integrale Complesso Immacolatelle e Micio Conti ed il Laboratorio naturalistico ambientale “Natura e Scienza” si trovano in via Terzora 8, 95027 di San Gregorio di Catania.